# Dornier Do X
El Dornier Do X fue en su momento el mayor, más pesado y potente avión del mundo. Fue fabricado por la empresa alemana Dornier Flugzeugwerke en 1929. Este gran hidrocanoa fue diseñado por el doctor ingeniero Claudius Dornier, y transcurrieron cinco años entre el diseño y la construcción. En el proceso de diseño se realizó por primera vez en la historia de la aviación un modelo en madera a escala uno a uno (escala real). Aunque financiado por el Ministerio de Transportes alemán, fue ensamblado en la planta suiza Dornier Werke Altenrhein, a orillas del lago Constanza, para así evitar los términos restrictivos del Tratado de Versalles, que prohibían construir en Alemania cierto tipo de aviones y motores aeronáuticos tras la Primera Guerra Mundial.

## Diseño y desarrollo

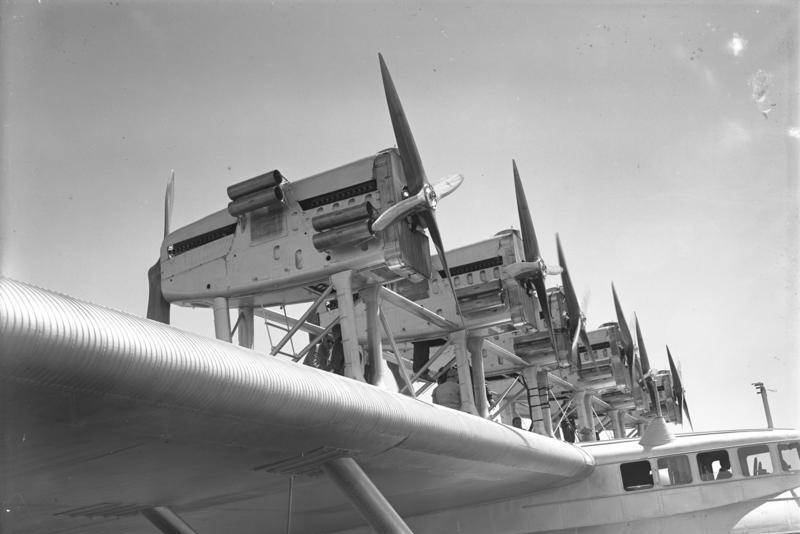
Motores del Do X

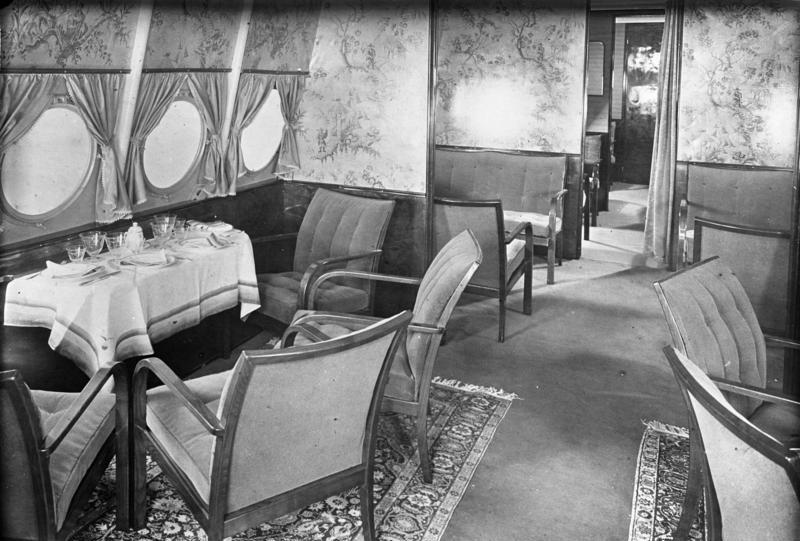
Interior del Do X

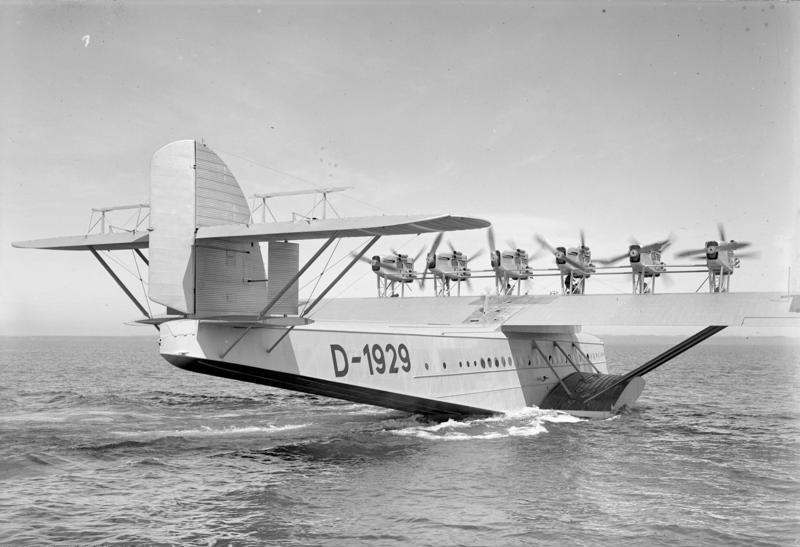
Vista trasera del Do X

Los planos iniciales datan de septiembre de 1924 y los trabajos de diseño se iniciaron en el otoño de 1925. Se invirtieron aproximadamente 240 000 horas de trabajo antes de que el Do X fuese terminado.
El Do X tenía una línea de casco marcadamente ahusada, dotado de una proa recta, estaba construido completamente en duraluminio, con las alas construidas de duraluminio reforzado de acero, recubiertas por una pesada tela de lino, y revestidas con pintura de dispersión de aluminio.
Los pasajeros accedían al interior mediante un portalón lateral existente sobre el soporte en forma de ala recortada que hacía la función de pontón o flotador ubicado en la obra viva, en el sector centro delantero del casco. Poseía un timón de codaste pequeño en la línea de crujía del casco.
Aunque tenía portalones para pasajeros a ambos costados, solo poseía un portalón de carga a estribor, por lo que el Dornier Do X atracaba preferentemente de este lado para cargar pasajeros y avituallamiento, de hecho los muelles de servicio estaban diseñados para este costado.
El avión realizó su vuelo inaugural el 12 de julio de 1929, despegando de Friedrichshafen, junto al Lago de Constanza, con el piloto jefe de Dornier, Richard Wagner, a los mandos.
Inicialmente estaba propulsado por seis pares de motores radiales de nueve cilindros Siemens-Halske Sh.22 de 382 kW (513 hp) refrigerados por aire, dispuestos en tándem y montados en seis montajes sobre el ala, en configuración "tractora-propulsora". Dichos motores, cuya potencia resultó insuficiente (estudios posteriores han terminado por considerar que la verdadera causa del problema radicaba más en la excesiva carga alar que en la falta de potencia), fueron reemplazados por doce Curtiss V-1570 Conqueror, un motor V-12 refrigerado por líquido de 450 kW (600 hp), que le daban la capacidad de alcanzar una altitud de 1250 m, necesarios para cruzar el Atlántico. El avión fue redesignado Do XIa, aunque los problemas de refrigeración continuaron reduciendo el rendimiento; sin embargo, la capacidad de carga del avión quedó probada en un vuelo realizado el 31 de octubre de 1929, durante el cual diez personas viajaron clandestinamente a bordo del avión, que en esa ocasión llevó 170 pasajeros.
Se había previsto que el avión transportara 100 pasajeros en vuelos transoceánicos. El lujo en su interior se aproximaba a los niveles de las líneas de vapores trasatlánticos. Tenía cabinas-dormitorio individuales, una sala de fumadores, un salón, un cuarto de baño y una cocina en las tres cubiertas de un casco de 40 m de largo. La tripulación del puente de vuelo constaba de dos pilotos, un navegante y un operador de radio, pero las palancas de mando de gases estaban bajo la responsabilidad del ingeniero de vuelo, cuya posición era tan lejana (en la parte posterior de la cabina), que la regulación de la potencia se convertía en un interesante ejercicio de comunicaciones. El ingeniero de vuelo podía también inspeccionar la planta motriz en vuelo, utilizando los túneles de acceso situados en el ala. En la cubierta inferior se encontraban los depósitos de combustible, provisiones y nueve compartimentos estancos, de los cuales siete eran necesarios para proporcionar la flotabilidad.

## Historia operacional

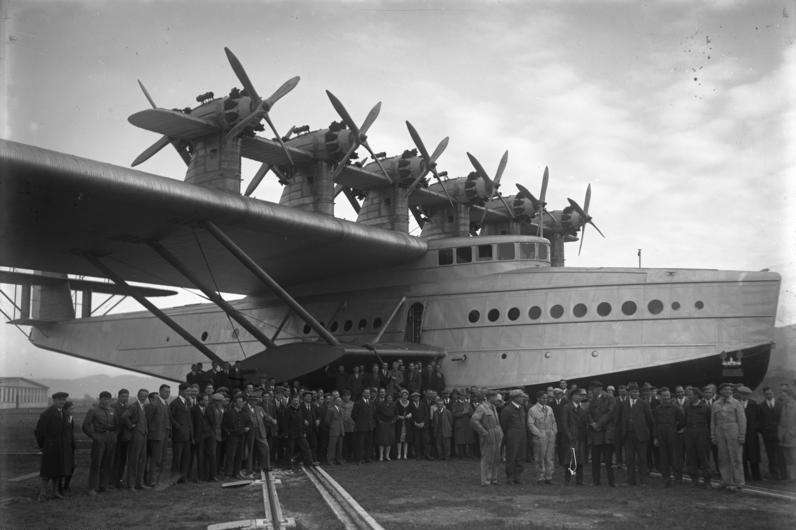
Do X y los pasajeros que transportó en un vuelo en octubre de 1929

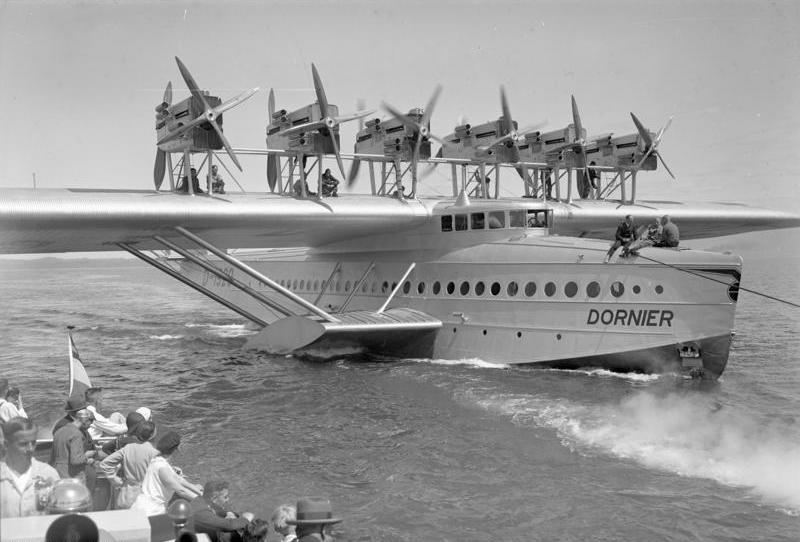
Do X en agosto de 1930.

El 31 de octubre, el Flugschiff (barco volador) realizó un vuelo de pruebas en el que transportó a 170 pasajeros: 150 trabajadores de la fábrica y familiares suyos y algunos periodistas, 9 tripulantes y 10 "polizones". El vuelo rompió el récord mundial de personas a bordo de un aeroplano, que no sería batido hasta pasados veinte años. Tras una carrera de 50 segundos, lentamente ascendió hasta una altitud de sólo 200 m (650 pies). Tras 40 minutos a una velocidad máxima de 170 km/h (105 mph), amerizó en el lago Constanza.
El Do X partió de Friedrichshafen el 2 de noviembre de 1930 pilotado por Friedrich Christiansen en un vuelo trasatlántico de pruebas rumbo a los Estados Unidos vía Ámsterdam - Calshot - La Coruña y Lisboa. El vuelo estuvo sembrado de incidentes. En Lisboa, uno de los depósitos de combustible se incendió, dañando un ala. Se necesitó un mes para reparar el avión. Luego, cuando despegaba de Las Palmas de Gran Canaria, el casco sufrió daños. Debido a esto, el vuelo hubo de retrasarse otros tres meses. Para su próxima tentativa, el avión fue aligerado mediante la eliminación de todos los equipos y accesorios superfluos, y despegó con una tripulación reducida. A pesar de que no logró alcanzar una altitud normal de operación durante gran parte del vuelo, el Do X modificado pudo concluir la etapa siguiente hasta Natal (Brasil), vía Guinea Portuguesa, las islas de Cabo Verde y Fernando de Noronha. El Do X voló hasta Río de Janeiro y luego continuó rumbo a Estados Unidos, alcanzando Nueva York, vía las Antillas y Miami, el 27 de agosto de 1931. Aquí pasó el avión los nueve meses siguientes, en los que sus motores fueron puestos a punto y miles de turistas se desplazaron al aeropuerto Glenn Curtiss (actual Aeropuerto La Guardia) para ver al leviatán del aire. El viaje de retorno comenzó el 19 de mayo de 1932 desde Nueva York, después de realizar con éxito la travesía vía Harbour Grace, Horta, Vigo y Calshot, para finalmente amerizar en el lago Müggelsee en Berlín el 24 de mayo, donde el Do X fue recibido por más de 200 000 personas.

## Destino final
El Do X original fue entregado a Deutsche Luft Hansa, ya que las finanzas de Dornier no permitían seguir operándolo. Tras el éxito de 1932, realizó una gira por las ciudades de la costa alemana. Luft Hansa planeó un vuelo del Do X a Viena, Budapest y Estambul en 1933. El viaje terminó nueve días después de iniciarse tras desprenderse una sección de la cola durante un amerizaje en Passau. Aunque el fracaso fue ocultado como éxito y el avión fue reparado, éste retornó a Berlín, donde se convirtió en la pieza principal del nuevo Museo de la Aviación alemana de Berlín en 1934. Allí resultó destruido a causa de un bombardeo de la RAF que causó graves daños a dicho museo a finales de noviembre de 1943. Aunque nunca llegó a convertirse en un éxito comercial, el Do X fue el mayor aeroplano de su tiempo, y el pionero en demostrar el potencial del servicio aéreo como modo de viaje internacional, y uno de los aviones construidos más impresionantes. Se comenzó el diseño de su sucesor, el Do 20, pero nunca pasó más allá de la fase de proyecto.

## Los Do X de la Regia Aeronautica

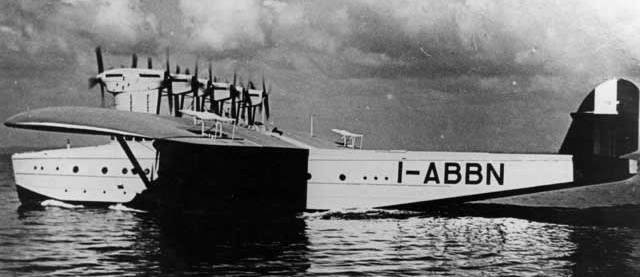
El Alessandro Guidoni (registrado I-ABBN), uno de los dos Do X antes de su entrega a la Regia Marina

Tres Do X fueron construidos en total, el original, operado por Dornier y Deutsche Luft hansa AG, y otros dos aparatos encargados por la aerolínea privada italiana Società Anonima Navigazione Aerea (SANA). La compañía italiana quería utilizar el avión en el servicio aéreo de larga distancia a Trípoli en la Libia italiana, que podría ampliarse a otros destinos lejanos como Rodas y las islas del Dodecaneso italiano, una vez que se pusieran en servicio regular. Sin embargo, los dos aviones encargados no fueron entregados a SANA y en su lugar fueron entregados a la Regia Aeronautica. Las razones de tal cambio, fueron puramente económicas, la aerolínea después de estudiar en profundidad los vuelos y resultados comerciales de primer Do X, consideró que no era viable y su operación antieconomica dado su muy costoso mantenimiento e instalaciones necesarias para un aparato de su tamaño. Por otro lado, la Regia Aeronautica experimentaba de la mano del mariscal y Ministro de la Aviación Italo Balbo y en plena época de sus "proezas aeronáuticas" como las dos famosas expediciones aéreas transatlánticas una tendencia a "sobresalir" sobre otras fuerzas aéreas, lo que, dada la naturaleza, tamaño y tecnología del Dornier llamaron, por motivos más que obvios, su atención.
La matrícula civil del primer Do X fue I-REDO "Umberto Maddalena" y la del segundo I-ABBN "Alessandro Guidoni". Dichas matrículas se utilizaron en los aviones para el vuelo de transferencia de Alemania a Italia y en los que sus vuelos de entrega fueron espectaculares eventos al sobrevolar los Alpes a 3200 m de altitud, para más tarde recibir la matrícula de la Regia Aeronautica MM.182 y MM.208. Los aparatos italianos eran esencialmente idénticos al original, con la excepción de la planta motriz, compuesta por doce motores lineales V12 Fiat A.22 R. de una potencia normal de 425 kW (570 hp) a 1900 rpm a nivel del mar y máxima de 462 kW (620 hp) a 2100 rpm, estando los mismos protegidos por un carenado aerodinámico.
El primer hidrocanoa (Do X2) fue transferido a Italia el 28 de agosto de 1931; el segundo (Do X3) fue entregado el 13 de mayo de 1932. 
El Do X2 entró en servicio en agosto de 1931 y el X3 en mayo de 1932. Ambos aparatos estuvieron basados en la estación de hidroaviones de La Spezia, en el mar de Liguria donde numerosas tripulaciones militares fueron entrenadas en los hidrocanoas. Alrededor de 1935, los aviones fueron retirados del servicio activo y desguazados.
Tras planear un servicio de primera clase entre Génova y Gibraltar, que fueron finalmente catalogados como irrealizables, los X2 y el X3 fueron utilizados para entrenamiento y vuelos de transporte de tropas. Un rumor los sitúa transportando tropas a Etiopía en febrero de 1935.[cita requerida]

## Operadores
- Alemania:
  - Deutsche Luft Hansa AG

- Italia:
  - Regia Aeronautica

## Especificaciones (Do XIa)

### Características generales
- Tripulación: 10-14
- Capacidad: 66 a 100
- Longitud: 41 m (134,5 ft)
- Envergadura: 48 m (157,5 ft)
- Altura: 10 m (32,8 ft)
- Superficie alar: 450 m² (4843,9 ft²)
- Peso vacío: 32 675 kg (72 015,7 lb)
- Peso máximo al despegue: 56 000 kg (123 424 lb)
- Planta motriz: 12× motor en línea de 12 cilindros refrigerado por líquido Curtiss V-1570 Conqueror.
  - Potencia: 455 kW (627 HP; 619 CV) cada uno.

### Rendimiento
- Velocidad máxima operativa (Vno): 211 km/h (131 MPH; 114 kt)
- Velocidad crucero (Vc): 175 km/h (109 MPH; 94 kt)
- Alcance: 2200 km (1188 nmi; 1367 mi)
- Techo de vuelo: 1250 m (4101 ft)

## Aeronaves relacionadas

### Desarrollos relacionados
- Short Sarafand (el mayor hidrocanoa biplano)

### Aeronaves similares
- Blackburn Sydney
- Blohm & Voss BV 238
- Latécoère 521
- Hughes H-4 Hercules